# Diplacina persephone
Diplacina persephone – gatunek ważki z rodziny ważkowatych (Libellulidae).